# Futebol em Bermuda
O Futebol é um dos esportes mais populares em Bermudas, junto com o críquete.
O futebol foi levado para Bermuda pelos britânicos. É atualmente gerido pela Associação de Futebol de Bermuda (BFA) e é membro da FIFA, da CONCACAF e da União Caribenha de Futebol.
A BFA gere a Seleção Bermudense de Futebol. O Bermuda Hogges, equipe profissional, foi formado em 2006 e disputa a Segunda Divisão da USL. A equipe manda seus jogos no Bermuda National Stadium em Hamilton, a capital do país.